# Кенийско-эфиопские отношения
Кенийско-эфиопские отношения — двусторонние дипломатические отношения между Кенией и Эфиопией. Протяжённость государственной границы между странами составляет 867 км.

## История
В 1907 году Эфиопия впервые установила связи с британской колониальной администрацией в Британской Восточной Африке, когда была первоначально определена граница между Эфиопией и Кенией, которая была дополнительно уточнена в 1947 году, а затем официально разграничена в 1950—1955 годах. В 1954 году Эфиопия учредила почётное генеральное консульство в Кении, официально установив связи с колониальной администрацией. В 1930-е годы во время оккупации Эфиопии Италией эфиопские повстанцы располагались на территории Кении, где они получали поддержку и снабжение. Кенийская повстанческая группировка Мау-Мау также имела базы на территории Эфиопии во время борьбы за независимость от Великобритании.
В 1961 году, когда Кения была ещё британской колонией, Эфиопия назначила своего первого посла в этой стране, а Кения открыла посольство в Аддис-Абебе шесть лет спустя. После провозглашения независимости Кении Объединённый межведомственный консультативный комитет рассмотрел законность существующей границы между двумя странами. В 1970 году был подписан договор о признании государственной границы.

## Государственные визиты
В мае 2018 года премьер-министр Эфиопии Абий Ахмед Али посетил Найроби, где провёл переговоры с президентом Кении Ухуру Кениатой. Лидеры стран приняли решение создать двухстороннюю комиссию, что является самым высоким уровнем структурированного двустороннего сотрудничества, которое Кения может иметь с другими странами. Оба лидера также обсудили вопросы безопасности, особенно борьбы с терроризмом и текущей ситуации в Сомали.
В начале 2019 года президент Кении Ухуру Кениата посетил Аддис-Абебу вместе с торговой делегацией на двухдневном кенийско-эфиопском торгово-инвестиционном форуме высокого уровня. Также он посетил промышленный парк Hawassa.

## Сотрудничество
В рамках переговоров, проведённых между лидерами Эфиопии и Кении в 2018 году, были согласованы ключевые направления сотрудничества. Такими ключевыми областями стали: сельское хозяйство, туризм, совместная военная подготовка, развитие транспорта и инфраструктуры, в частности, коридора LAPSSET, создание линии электропередачи между Эфиопией и Кенией, а также общего города и экономической зоны Мойале. В числе прочих вопросов — укрепление сотрудничества между национальными перевозчиками Ethiopian Airlines и Kenya Airways. Эфиопия и Кения являются партнёрами в рамках миссии АМИСОМ в Сомали.

## Торговля
Эфиопия и Кения поддерживают торговые связи. Обе страны являются членами торгового блока Межправительственный орган по вопросам развития. Тем не менее, торговля в значительной степени односторонняя, так как в основном Эфиопия импортирует товары из Кении. В 2012 году Эфиопия экспортировала товаров на сумму 4 млн долларов США в Кению, а Кения экспортировала товаров на 54 млн долларов США в Эфиопию.
В 2012 году страны подписали соглашение о специальном статусе. Соглашение предусматривает, что обеим сторонам разрешается открывать представительства на территории друг друга для упрощения процедур торговли, обмена информацией и связи. Эфиопский парламент ратифицировал договор в апреле 2014 года. Кроме того, правительства Эфиопии и Кении вложили средства в трансграничную инфраструктуру. Проект строительства автодороги Аддис-Абеба — Найроби был начат в 2012 году, предполагается строительство асфальтированного участка протяжённостью 505 км между Исиоло и Мойале. Строительство автомагистрали планировалось завершить в 2015 году.

## Дипломатические представительства
- Эфиопия имеет посольство в Найроби[9].
- У Кении имеется посольство в Аддис-Абебе[10].